# سنط أبيض
سنط أبيض أو ميموزا بيضاء أو الهَرَاس (الاسم العلمي: Faidherbia) (بالإنجليزية: Acacia albida)‏، شجرة تعلو من 2 إلى 5 أمتار وأكثر من فصيلة البقماوات. أغصانها بيضاء، مرطاء، قليلة الشوك. أوراقها مزدوجة التركيب الريشي، قد تبلغ 15 سم، وريقاتها تطول نحو 1 سم وتعرض 2 مم. أزهارها سنبلية التجميع، بيضاء اللون، منفردة أو مجتمعة، أقصر من الأوراق. الثمرة سميكة، غير منتظمة الشكل، مضغوطة جانبيًا. إزهرارها ربيعيّ. منبتها ضواحي المدن الساحلية.